# Honkaluoto (ö i Södra Savolax, Nyslott, lat 62,20, long 28,47)
Honkaluoto är en ö i Finland. Den ligger i sjön Enonvesi och i kommunen Nyslott i  landskapet Södra Savolax, i den sydöstra delen av landet, 290 km nordost om huvudstaden Helsingfors. Öns area är 2,7 hektar och dess största längd är 320 meter i nord-sydlig riktning.